# Cornštejn (přírodní rezervace)
Cornštejn je přírodní rezervace v okrese Znojmo vyhlášená 23. ledna 2014 Krajským úřadem Jihomoravského kraje na břehu Vranovské přehrady poblíž hradu Cornštejn v katastrálním území obce Bítov. Má rozlohu cca 16 hektarů a nachází se v srdci evropsky významné lokality Údolí Dyje.
Předmětem ochrany je jak samotné cenné stanoviště, tak v něm se vyskytující chráněné druhy rostlin a živočichů. V rezervaci se vyskytují cenné hercynské dubohabřiny, perialpidské bazifilní teplomilné doubravy, suťové lesy, štěrbinová vegetace silikátových skal a drolin, pohyblivé sutě silikátových hornin, skalní vegetace s kostřavou sivou (Festuca pallens) a acidofilní vegetace efemér a sukulentů bez převahy netřesku výběžkatého (Jovibarba globifera). Z rostlin se vyskytuje ohrožený oměj vlčí mor (Aconitum lycoctonum), na lokalitě žijí i vzácné druhy hmyzu – jasoň dymnivkový (Parnassius mnemosyne), roháč obecný (Lucanus cervus) a tesařík obrovský (Cerambyx cerdo). Ve skalních stěnách Cornštejna hnízdí rorýs obecný.